# Castagnède, Haute-Garonne
Castagnède là một xã thuộc tỉnh Haute-Garonne trong vùng Occitanie ở tây nam nước Pháp. Xã nằm ở khu vực có độ cao trung bình 330 mét trên mực nước biển.